# Paranicephora
Paranicephora is een geslacht van rechtvleugeligen uit de familie sabelsprinkhanen (Tettigoniidae). De wetenschappelijke naam van dit geslacht is voor het eerst geldig gepubliceerd in 2001 door Gorochov.

## Soorten
Het geslacht Paranicephora  is monotypisch en omvat slechts de volgende soort:
- Paranicephora sola (Gorochov, 2001)